# Uzići
Uzići (en serbe cyrillique : Узићи) est un village de Serbie situé dans la municipalité de Požega, district de Zlatibor. Au recensement de 2011, il comptait 490 habitants.
Uzići est situé sur les bords de la Đetinja, un affluent de la Zapadna Morava.

## Démographie

### Évolution historique de la population
| 1948 | 1953 | 1961 | 1971 | 1981 | 1991 | 2002 | 2011 |
| ---- | ---- | ---- | ---- | ---- | ---- | ---- | ---- |
| 501  | 531  | 613  | 522  | 537  | 571  | 514  | 490  |

|  |